# Tetrabrómetilén
A tetrabrómetilén az etilén brómozott származéka. A bután oxigénnel és brómmal történő oxibrómozásával állítható elő.

## Fordítás
Ez a szócikk részben vagy egészben  a   Tetrabromoethylene című angol Wikipédia-szócikk ezen változatának fordításán alapul.  Az eredeti cikk szerkesztőit annak laptörténete sorolja fel. Ez a jelzés csupán a megfogalmazás eredetét és a szerzői jogokat jelzi, nem szolgál a cikkben szereplő információk forrásmegjelöléseként.